# FTDI
FTDI(Future Technology Devices International)는 일반적으로 USB (Universal Serial Bus) 기술을 전문으로하는 스코틀랜드의 비공개 반도체 장치 회사이다.
현대 컴퓨터로 레거시 장치를 지원할 수 있도록 RS-232 또는 TTL 직렬 전송을 USB 신호로 변환하는 장치 및 관련 소프트웨어 드라이버를 개발, 제조 및 지원하고있다.
FTDI는 ASIC(application-specific integrated circuit)설계 서비스를 제공한다. 이것은 또한 특히 전자 장치의 영역에서 제품 디자인 및 설계를위한 PC와의 연결 통신 서비스를 제공하는 것으로 주로 사용되기도 한다.

## 같이 보기
- 마이크로컨트롤러